# Retorzió
A retorzió (magyarul megtorlás) a nemzetközi jogban kényszereszköz a nemzetközi viszályok békés rendezésére. Olyan ellenlépés, ellenrendszabály, amely jogszerű, de barátságtalan és a szemben álló félnek kárt okoz. Eltér a represszália lépésétől, ami a jogsértésre adott, önmagában szintén jogsértő válasz. 

## Célja
A retorzió célja a szemben álló hatalmat a kifogásolt magatartás megszüntetésére késztetni.

## Alkalmazása
A retorziókat az államok általában a gazdasági és jogi kapcsolatok esetében alkalmazzák. A gazdasági kapcsolatokban a kölcsönös retorziók gyakran vámháborúhoz vezetnek. A jogi kapcsolatokban például a vízumkényszer bevezetése, szigorítása lehet retorzió.